# Élisabeth de Feydeau
Élisabeth de Feydeau, née le 28 juillet 1966 à Mauriac (Cantal), est une historienne et écrivaine française. Elle est également experte en parfums.

## Biographie

### Jeunesse et famille
Élisabeth de Feydeau de Saint-Christophe, née Mabille de Poncheville, est la petite fille d'André Mabille de Poncheville, poète et écrivain français, et l'arrière-petite-fille de Georges Vidor, armateur. De cet héritage familial, elle développe jeune un goût pour l'écriture, l'histoire et la culture française.
À seize ans, elle découvre la puissance émotionnelle du parfum en sentant L'Heure bleue de Guerlain pour lequel elle a un véritable coup de foudre olfactif. À partir de ce moment, elle se passionne pour le domaine des parfums qui la renvoie au monde de la musique et aux morceaux de piano qu'elle étudie depuis l'enfance. Pour elle, le parfum, « c’est profondément et justement cela : la présence dans l’absence ».

### Années 1990
Docteur en histoire (université Paris IV-Sorbonne, 1997, thèse De l’hygiène au rêve : l’industrie française du parfum de 1830 à 1945), elle travaille par ailleurs chez Chanel et Bourjois où elle est responsable des affaires culturelles. Elle met en place et gère le conservatoire et y acquiert la connaissance des matières premières de la parfumerie.
Forte de cette expérience, elle décide en 1997 de fonder sa propre société de conseil en développement olfactif et culturel : Arty Fragrance. Elle est définie comme une historienne «chasseuse d’odeurs ». et travaille alors pour des noms prestigieux de la parfumerie française et internationale, tels Jean Paul Gaultier, Chanel, Parfums Christian Dior, L'Oréal ou Guerlain, Coty, L’Artisan Parfumeur ou Al Jazeera Perfumes.
Elle continue ses travaux de recherche fondamentale sur le parfum et écrit des ouvrages principalement sur ce thème, dont Jean-Louis Fargeon, parfumeur de Marie-Antoinette (2005), L'Herbier de Marie-Antoinette (2012), Les Parfums, histoire, dictionnaire, anthologie (2011) ou encore Les 101 Mots du parfum (2013), Le Roman des Guerlain (2017) ou encore Dictionnaire Amoureux du Parfum (2021)
Experte auprès de grandes maisons de parfumerie de luxe, elle enseigne depuis 1998 à l'école des parfumeurs de Versailles, l’Institut supérieur international du parfum, de la cosmétique et de l'aromatique alimentaire (Isipca).

### Années 2000 et 2010
Elle met en scène diverses expositions, dont Parfums promenade à la Galerie des Galeries (Galeries Lafayette 2001) ou la Cour des Senteurs de Versailles (2013) en particulier dans le cadre de la Francophonie. Elle est conseiller historique pour un Musée du Parfum, inauguré en 2016 à Kunming (Chine) et pour le Grand Musée du Parfum à Paris (2017).
Elle anime des ateliers et conférences à travers le monde, comme à l’Opéra de Sydney (avril 2012), chez Isetan à Tokyo (mai 2015), au Musée des Beaux-Arts de Montréal (avril 2019) ou encore au Louvre Abou Dabi (janvier 2020) mais aussi dans le cadre de la Francophonie, comme à Alep en Syrie (mars 2009), mais aussi à Malte (mai 2010) ou à Athènes (mai 2019).
Elle lance en 2011 la marque Arty Fragrance by Élisabeth de Feydeau pour laquelle elle crée et commercialise des parfums de niche inspirés par le luxe et le raffinement français des XVIIe et XVIIIe siècles, particulièrement présents au château de Versailles, dans lequel elle s'est rendue à de nombreuses reprises pour ses recherches et l'écriture de ses ouvrages, en particulier pour la biographie du parfumeur de Marie-Antoinette, Jean-Louis Fargeon. Pendant trois ans, elle plonge dans les archives et arpente les appartements privés du Roi et de la Reine, découvrant un riche univers olfactif sur Versailles.
En 2006, elle a d'ailleurs été choisie par le rosiériste Meilland comme marraine de la rose Petit Trianon, aux côtés du parfumeur Francis Kurkdjian, avec qui elle venait de réinterpréter le parfum de Marie-Antoinette, Le Sillage de la reine[réf. à confirmer], à partir d’éléments historiques authentiques issus de ses recherches et de son ouvrage sur le parfumeur de Marie-Antoinette.
Lors de ses recherches sur la parfumerie d’Ancien-Régime, elle exhume la recette du chocolat « à triple vanille, ambre et musc » qui était l’élixir des Libertins et la boisson favorite de Louis XV en compagnie de Madame de Pompadour.Elle la réécrit et collabore avec Gérard Vié (alors chef du restaurant Les Trois Marches au Trianon Palace de Versailles) pour la mettre au point. Ce chocolat sera servi lors du Souper des Affranchis le 29 juin 2005 pour le lancement du parfum Gaultier2 de Jean-Paul Gaultier. Sa recette sera ensuite illustrée par l’artiste Jean-Luc Verna, dégustée et exposée dans la boutique Cartier lors de la 5 ème édition du Parcours Saint-Germain à Paris intitulée “SWEET’ART ou l’Art de la Gourmandise“ en 2007.
En 2011, elle est l’auteur de : Les Parfums, histoire, anthologie, dictionnaire (collection Bouquins, R. Laffont), considéré comme une bible sur le sujet. Elle parvient à faire en sorte que les mots sentent et soutient qu’ « Un parfum peut être une œuvre d’art ».
Entre 2008 et 2016, elle tient également un blog dans lequel elle a publié régulièrement des articles au sujet des parfums, des parfumeurs et plus généralement du monde de la parfumerie.
À partir de 2015, elle intervient en tant qu’historienne dans les émissions télévisées « Sous les Jupons de l’Histoire » (saison 2), animée par Christine Bravo (Chérie 25).
Dans Le Roman des Guerlain , elle raconte l’histoire emblématique d’une famille, les Guerlain, et d’une Maison de parfumerie célèbre dans le monde entier et qui a su perdurer au delà des siècles. "Etre Guerlain", c’est selon elle, «une expression magique et mystérieuse que l'on pourrait définir à la fois par appartenir à cette prestigieuse dynastie de parfumeurs français mais aussi par porter un parfum de cette Maison si française, pour ne pas dire tellement parisienne.»
Dans L’Eau de Rose de Marie-Antoinette et autres parfums voluptueux de l’Histoire, elle révèle les petites manies et les coups de cœur olfactifs des puissants de ce monde de Cléopâtre à Sissi en passant par Alexandre Le Grand, Louis XIV ou encore Napoléon Ier
Depuis 2018, elle collabore avec l’Agence Française pour le Développement d’Al’- Ula – née d’un traité signé entre l’héritier saoudien Mohamed Ben Salmane et le Président français Emmanuel Macron- sur des missions dans le Département Botanique et Parfumerie avec cette vision de l’Orient et du parfum qui la fascine.

### Années 2020
Son Dictionnaire Amoureux du Parfum se lit comme un roman entre senteurs et sentiments, de la lettre A comme « Absolue » à Z comme « Zut ». Selon elle, « L’histoire du parfum déroule toute l’histoire de l’humanité ». Il reçoit le Prix du Livre de l'Art de Vivre Parisien en 2022.

## Publications
- Jean-Louis Fargeon, parfumeur de Marie-Antoinette, Perrin, 2005  (ISBN 978-2-262-01946-4)[37] Prix Guerlain 2005[38]
- Diptyque, Perrin, 2007  (ISBN 978-2262027063)
- Les Parfums : histoire, anthologie, dictionnaire, Robert Laffont, 2011  (ISBN 978-2221110072)
- Les 101 Mots du parfum, Archibooks, coll. « 101 Mots », 2013  (ISBN 978-2357332898)
- Bourjois : la beauté à l'accent français depuis 1863, Paris, Éditions du Chêne, coll. « Patrimoine », janvier 2014, 64 p. (ISBN 978-2-8123-0849-9)
- La Collection privée Christian Dior, Assouline, 2015, 165 p.  (ISBN 9782759407545)
- Le Roman des Guerlain. Parfumeurs de Paris, Flammarion, 2017, 363 p. (lire en ligne)
- L’Eau de rose de Marie-Antoinette et autres parfums voluptueux de l’Histoire, préface de Stéphane Bern, Paris, éditions Prisma, 2017, 281 p.  (ISBN 978-2-8104-2115-2)
- La Grande Histoire du parfum, Paris, Larousse, 2019, 128 p. (ISBN 978-2-03-596910-1)
- Dictionnaire amoureux du parfum, Plon, 2021, 866 p.  (ISBN 978-2-259 277 648)

### En collaboration
- Jacques Marseille (dir.), France, terre de luxe, La Martinière, 2000  (ISBN 978-2732426952)
- L’Un des sens, le parfum du XXe siècle, Milan, 2001  (ISBN 2-7459-0313-6)
- Collectif, Le Livre des grandes marques : à la découverte des marques grand public parmi les plus fortes de France, Milan, 2003  (ISBN 978-2951956117)
- Alain Baraton (dir.), L’Herbier de Marie-Antoinette, Flammarion, 2012  (ISBN 978-2706600722)[37]

## Distinctions
- 2025 :  Officier de l'ordre des Arts et des Lettres[39] ; chevalier en 2010[40].
- 2013 : Achievement Award dans la catégorie Créateur de la part du CEW[41] (Cosmetic Executive Women)[42].